# Neil Shubin
Neil H. Shubin (Filadélfia, 22 de dezembro de 1960) é um paleontólogo, biólogo evolucionista e divulgador científico norte-americano.
É docente da cadeira Professor Robert R. Bensley de Organismal Biology and Anatomy Associate Dean of Organismal Biology and Anatomy e Professor na Committee of Evolutionary Biology na Universidade de Chicago, além de ser o reitor do Museu Field de História Natural. É bem conhecido por sua descoberta do Tiktaalik roseae.

## Biografia
Neil nasceu na Filadélfia, em 1960, crescendo nos subúrbios. Tem doutorado em biologia organísmica e evolutiva pela Universidade de Harvard, obtido em 1987. Estudou também na Universidade Columbia e da Universidade da Califórnia, em Berkeley.
Shubin foi a "Pessoa da Semana" da ABC News, em abril de 2006, quando o Tiktaalik foi revelado. Ele apareceu no The Colbert Report em 14 de janeiro de 2008, e novamente em 9 de janeiro de 2013. Foi eleito para a Academia Nacional de Ciências em 2011.